# Lamborghini Jarama
La Lamborghini Jarama è una coupé granturismo 2+2 prodotta tra il 1970 ed il 1976 dalla casa automobilistica italiana Lamborghini.

## Il contesto

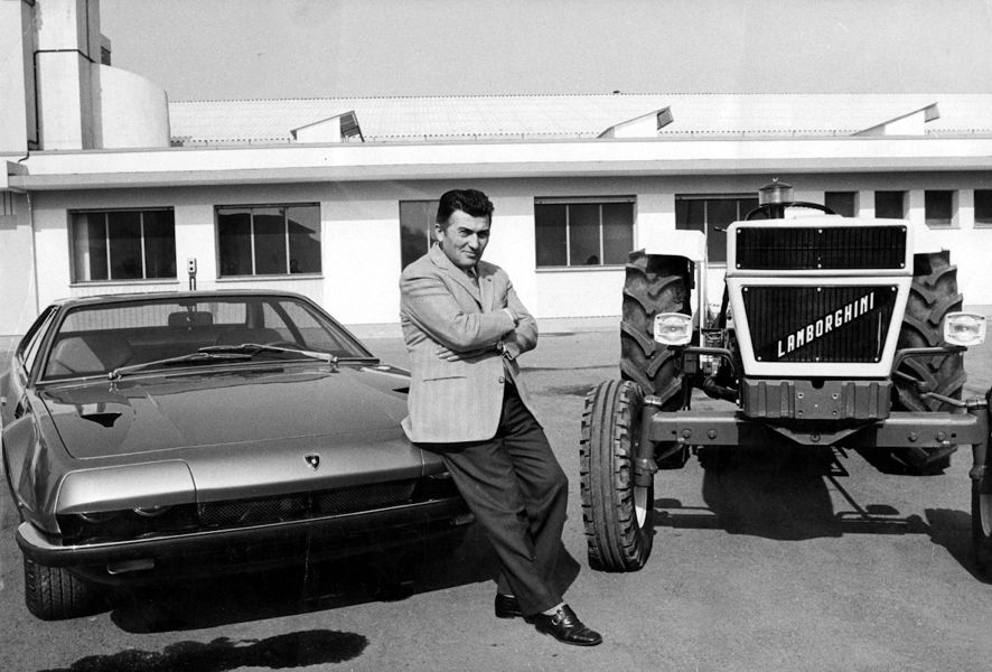
Ferruccio Lamborghini posa di fronte alla sua fabbrica con una Jarama e uno dei suoi trattori

La Lamborghini Jarama nacque per sostituire la Islero poiché non rispettava più le normative statunitensi in materia di sicurezza e di emissioni inquinanti che divennero più severe rispetto a quelle degli anni ‘60.
Nonostante la presenza nella gamma Lamborghini della Espada, una 2 porte, 4 posti, sovrapponibile per comfort e prestazioni, venne scelto di sostituire la Islero anche per via della predilezione di Ferruccio Lamborghini per le 2+2. Proprio da una 2+2, la Lamborghini 350 GT, era nata la sua avventura nel mondo dell’auto.
Il nome venne scelto da Ferruccio Lamborghini  non perché nome del circuito allora sede del GP di Spagna ma perché quello della regione con un famoso allevamento di tori da combattimento.

## La vettura
Dopo la partenza da Sant'Agata Bolognese dell’ingegnere capo Gianpaolo Dallara, il compito di creare un’erede alla Islero venne assegnato al suo ex assistente e ora promosso ingegnere capo Paolo Stanzani.
L’ingegner Stanzani utilizzò il pianale e gli organi meccanici della Islero come base di partenza della Jarama ma fece sì che rispettasse le normative USA e che fosse possibile montare una nuova carrozzeria più moderna ma sempre 2+2 opera di Marcello Gandini per la Bertone.
La carrozzeria degli esemplari di pre-serie venne assemblata dalla Carrozzeria Marazzi di Caronno Pertusella, mentre gli esemplari di serie furono prodotti nello stabilimento di Grugliasco della Carrozzeria Bertone. Nel 1972 alcuni esemplari vennero assemblati alla Marazzi, con pannelli carrozzeria stampati da Bertone.
La vettura era una granturismo di lusso più che una sportiva in senso assoluto e perciò la configurazione 2+2 spinse il designer verso una coupé fastback con la linea del tetto che scendeva fino al cofano bagagli. Il disegno squadrato tuttavia non brillava per equilibrio formale a causa della coda troppo massiccia e imponente e sbilanciata rispetto al corpo vettura. 

Vista laterale di una Jarama

Sicuramente i montanti sottili e l’assenza di modanature lungo le fiancate, di per sé poco equilibrate, alleggeriscono l’aspetto dell’auto. I grandi cerchi in lega leggera con gallettone di fissaggio e gli adeguati passaruota sono parte integrante del disegno e conferiscono buona parte della sportività alla linea insieme al riuscito frontale.
La linea si discostava molto da quella delle altre Lamborghini viste fino ad allora ma ne riprendeva alcuni tratti salienti, come il frontale basso e largo, i doppi fari circolari e le linee tese simili a quelle della “sorella maggiore” Espada. In più Gandini aggiunse un piccolo spoiler integrato nel tetto, due prese d’aria NACA sul cofano e palpebre sui fari retrattili parzialmente simili a quelle dell’Alfa Romeo Montreal.
L'interno è rivestito completamente in pelle e moquette soffice e la vettura è dotata di volante, pomello della leva del cambio e cruscotto in legno. La strumentazione ha quadranti circolari raggruppati sotto un cruscotto nero antiriflesso. I posti anteriori sono comodi e adatti ad una GT di classe mentre quelli posteriori sono sacrificati e più adatti alle dimensioni di due bambini pur essendo rifiniti come quelli davanti. L’aria condizionata era parte dell’allestimento di serie mentre un accessorio interessante era il tetto apribile in 2 sezioni separate longitudinali. L’effetto scenico di questo accessorio è notevole e rende i soli 21 esemplari che lo adottarono ancora più unici.
La meccanica, comune a tutte le Lamborghini a motore anteriore era di prim'ordine. Il motore V12 a 4 alberi a camme di 3929 cm³ con i 6 generosi carburatori Weber, erogava 325 CV. Il cambio a 5 marce Lamborghini era molto robusto, ben rapportato e veloce sia nell'utilizzo sportivo che quotidiano. I freni erano a disco sulle quattro ruote e addirittura autoventilanti, una primizia per l'epoca, e garantivano efficacia e resistenza al fading straordinarie.
La principale differenza tecnica con la Espada era il passo più corto, ridotto da 2.65 a 2,38 metri. Ciò rendeva la macchina più agile e sportiva della 4 posti ma la disposizione "classica" degli organi meccanici faceva sì che fosse più comoda e fruibile rispetto alla Miura con motore centrale; in definitiva voleva andare incontro alle esigenze di una coppia giovane, magari con un figlio piccolo.

## La Jarama S

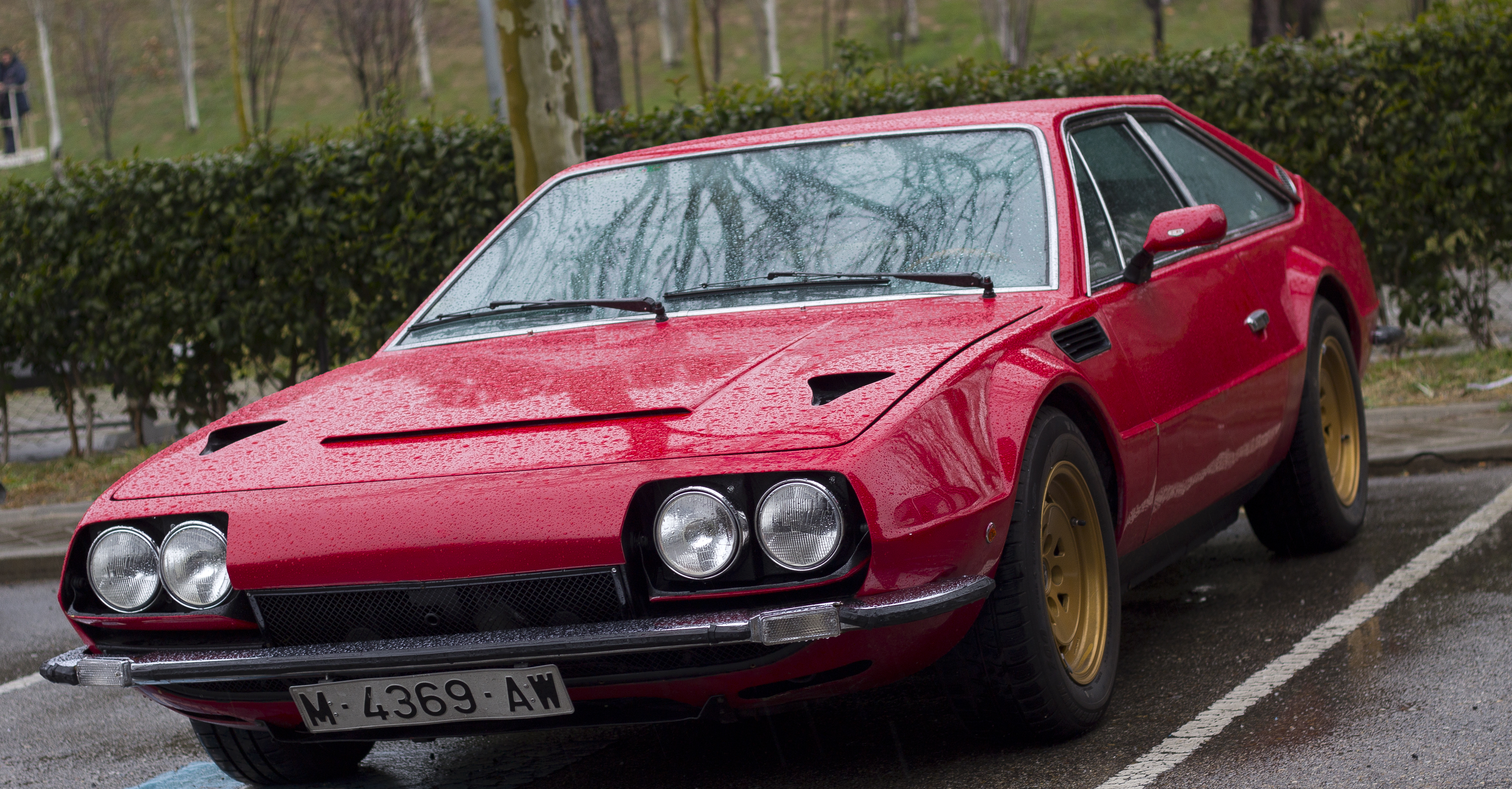
Una Lamborghini Jarama S del 1975, da notare la presa d'aria sul cofano

Dopo 177 esemplari costruiti la prima serie venne rimpiazzata dalla Jarama S nel 1973.
Sulla Jarama S il motore venne potenziato a 350 CV, lo sterzo divenne servoassistito e fu possibile montare il cambio automatico.
La S inoltre presentava alcune novità estetiche come il cofano motore con due rigonfiamenti vicini alle prese d'aria NACA e una presa d'aria aggiuntiva, griglie di sfogo laterali sui parafanghi anteriori; e negli interni con una plancia rivista nella disposizione degli strumenti e degli interruttori. 
La Jarama S venne prodotta fino al 1976 in 150 esemplari.
Questo fu l'ultimo modello in configurazione 2+2 prodotto dalla casa di Sant'Agata Bolognese. Le diverse richieste del mercato e l'uscita dall'azienda del fondatore Ferruccio la lasciarono senza eredi.

## Caratteristiche tecniche
| Caratteristiche tecniche - Lamborghini Jarama (1970)                                                               | Caratteristiche tecniche - Lamborghini Jarama (1970) | Caratteristiche tecniche - Lamborghini Jarama (1970) | Caratteristiche tecniche - Lamborghini Jarama (1970) | Caratteristiche tecniche - Lamborghini Jarama (1970) | Caratteristiche tecniche - Lamborghini Jarama (1970) |
| --- | --- | --- | --- | --- | --- |
| | | | | | |
| Configurazione | | | | | |
| Carrozzeria: coupé 2 porte                                                                                         | Carrozzeria: coupé 2 porte | Posizione motore: anteriore longitudinale | Posizione motore: anteriore longitudinale | Trazione: posteriore | Trazione: posteriore |
| Dimensioni e pesi                                                                                                  | | | | | |
| Ingombri (lungh.×largh.×alt. in mm): 4486 × 1820 × 1190                                                            | Ingombri (lungh.×largh.×alt. in mm): 4486 × 1820 × 1190 | Ingombri (lungh.×largh.×alt. in mm): 4486 × 1820 × 1190 | Ingombri (lungh.×largh.×alt. in mm): 4486 × 1820 × 1190 | Diametro minimo sterzata: 11,5 m | Diametro minimo sterzata: 11,5 m |
| Interasse: 2380 mm                                                                                                 | Interasse: 2380 mm | Carreggiate: anteriore 1490 - posteriore 1490 mm | Carreggiate: anteriore 1490 - posteriore 1490 mm | Altezza minima da terra: | Altezza minima da terra: |
| Posti totali: 2 più 2                                                                                              | Posti totali: 2 più 2 | Bagagliaio: 250 | Bagagliaio: 250 | Serbatoio: 100 | Serbatoio: 100 |
| Masse | a vuoto: 1470 kg / in ordine di marcia: 1540 kg | a vuoto: 1470 kg / in ordine di marcia: 1540 kg | a vuoto: 1470 kg / in ordine di marcia: 1540 kg | a vuoto: 1470 kg / in ordine di marcia: 1540 kg | a vuoto: 1470 kg / in ordine di marcia: 1540 kg |
| Meccanica | | | | | |
| Tipo motore: V12 di 60°, monoblocco e testate in lega leggera, albero motore su 7 supporti di banco                | Tipo motore: V12 di 60°, monoblocco e testate in lega leggera, albero motore su 7 supporti di banco | Tipo motore: V12 di 60°, monoblocco e testate in lega leggera, albero motore su 7 supporti di banco | Cilindrata: alesaggio e corsaː 82 × 62 mm; totale 3929 cm³ | Cilindrata: alesaggio e corsaː 82 × 62 mm; totale 3929 cm³ | Cilindrata: alesaggio e corsaː 82 × 62 mm; totale 3929 cm³ |
| Distribuzione: due alberi a camme in testa per bancata mossi da catena, 2 valvole per cilindro disposte a v di 70° | Distribuzione: due alberi a camme in testa per bancata mossi da catena, 2 valvole per cilindro disposte a v di 70° | Distribuzione: due alberi a camme in testa per bancata mossi da catena, 2 valvole per cilindro disposte a v di 70° | Alimentazione: 6 carburatori orizzontali doppio corpo Weber 40 DCOE 20-21 | Alimentazione: 6 carburatori orizzontali doppio corpo Weber 40 DCOE 20-21 | Alimentazione: 6 carburatori orizzontali doppio corpo Weber 40 DCOE 20-21 |
| Prestazioni motore                                                                                                 | Potenza: 325 CV (poi 350) a 7500 giri/min / Coppia: 40 kgm a 4000 giri/min | Potenza: 325 CV (poi 350) a 7500 giri/min / Coppia: 40 kgm a 4000 giri/min | Potenza: 325 CV (poi 350) a 7500 giri/min / Coppia: 40 kgm a 4000 giri/min | Potenza: 325 CV (poi 350) a 7500 giri/min / Coppia: 40 kgm a 4000 giri/min | Potenza: 325 CV (poi 350) a 7500 giri/min / Coppia: 40 kgm a 4000 giri/min |
| Accensione: due bobine e spinterogeno, candele Bosch W 235 P 21 oppure Champion N6 Y                               | Accensione: due bobine e spinterogeno, candele Bosch W 235 P 21 oppure Champion N6 Y | Accensione: due bobine e spinterogeno, candele Bosch W 235 P 21 oppure Champion N6 Y | Impianto elettrico: a 12V, alternatore da 550W (poi 770W) | Impianto elettrico: a 12V, alternatore da 550W (poi 770W) | Impianto elettrico: a 12V, alternatore da 550W (poi 770W) |
| Frizione: monodisco a secco a comando idraulico                                                                    | Frizione: monodisco a secco a comando idraulico | Frizione: monodisco a secco a comando idraulico | Cambio: Lamborghini a 5 marce sincronizzate | Cambio: Lamborghini a 5 marce sincronizzate | Cambio: Lamborghini a 5 marce sincronizzate |
| Telaio | | | | | |
| Corpo vettura | monoscocca in acciaio | monoscocca in acciaio | monoscocca in acciaio | monoscocca in acciaio | monoscocca in acciaio |
| Sterzo | a vite e settore con piantone sdoppiato | a vite e settore con piantone sdoppiato | a vite e settore con piantone sdoppiato | a vite e settore con piantone sdoppiato | a vite e settore con piantone sdoppiato |
| Sospensioni | anteriori: a ruote indipendenti, bracci trapezoidali trasversali, molle elicoidali, ammortizzatori idraulici telescopici, barra stabilizzatrice / posteriori: a ruote indipendenti, bracci triangolari, molle elicoidali, ammortizzatori idraulici telescopici, barra stabilizzatrice | anteriori: a ruote indipendenti, bracci trapezoidali trasversali, molle elicoidali, ammortizzatori idraulici telescopici, barra stabilizzatrice / posteriori: a ruote indipendenti, bracci triangolari, molle elicoidali, ammortizzatori idraulici telescopici, barra stabilizzatrice | anteriori: a ruote indipendenti, bracci trapezoidali trasversali, molle elicoidali, ammortizzatori idraulici telescopici, barra stabilizzatrice / posteriori: a ruote indipendenti, bracci triangolari, molle elicoidali, ammortizzatori idraulici telescopici, barra stabilizzatrice | anteriori: a ruote indipendenti, bracci trapezoidali trasversali, molle elicoidali, ammortizzatori idraulici telescopici, barra stabilizzatrice / posteriori: a ruote indipendenti, bracci triangolari, molle elicoidali, ammortizzatori idraulici telescopici, barra stabilizzatrice | anteriori: a ruote indipendenti, bracci trapezoidali trasversali, molle elicoidali, ammortizzatori idraulici telescopici, barra stabilizzatrice / posteriori: a ruote indipendenti, bracci triangolari, molle elicoidali, ammortizzatori idraulici telescopici, barra stabilizzatrice |
| Freni | anteriori: a disco autoventilanti / posteriori: a disco Girling autoventilanti | anteriori: a disco autoventilanti / posteriori: a disco Girling autoventilanti | anteriori: a disco autoventilanti / posteriori: a disco Girling autoventilanti | anteriori: a disco autoventilanti / posteriori: a disco Girling autoventilanti | anteriori: a disco autoventilanti / posteriori: a disco Girling autoventilanti |
| Pneumatici | 215/70 VR 15X / Cerchi: Campagnolo in magnesio 7×15" | 215/70 VR 15X / Cerchi: Campagnolo in magnesio 7×15" | 215/70 VR 15X / Cerchi: Campagnolo in magnesio 7×15" | 215/70 VR 15X / Cerchi: Campagnolo in magnesio 7×15" | 215/70 VR 15X / Cerchi: Campagnolo in magnesio 7×15" |
| Prestazioni dichiarate                                                                                             | | | | | |
| Velocità: 260 km/h                                                                                                 | Velocità: 260 km/h | Velocità: 260 km/h | Accelerazione: 1000 m da fermoː 25 s; 0-100 km/hː 6,6 s | Accelerazione: 1000 m da fermoː 25 s; 0-100 km/hː 6,6 s | Accelerazione: 1000 m da fermoː 25 s; 0-100 km/hː 6,6 s |
| Fonte dei dati: Automobilismo d'Epoca Dic/Gen 2015/16                                                              | | | | | |